# Norm Ullman
Norman Victor Alexander „Norm“ Ullman (* 26. Dezember 1935 in Provost, Alberta) ist ein ehemaliger kanadischer Eishockeyspieler, der im Verlauf seiner aktiven Karriere zwischen 1951 und 1977 unter anderem 1516 Spiele für die Detroit Red Wings und Toronto Maple Leafs in der National Hockey League sowie 153 weitere für die Edmonton Oilers in der World Hockey Association auf der Position des Centers bestritten hat. Insbesondere in der NHL war Ullman in den 1960er-Jahren einer der erfolgreichsten Spieler überhaupt, der zweimal in eines der NHL All-Star Teams berufen wurde und elfmal am NHL All-Star Game teilnahm. Der beste Torschütze der NHL-Saison 1964/65 wurde im Jahr 1982 mit der Aufnahme in die Hockey Hall of Fame geehrt.

## Karriere
Ullman verbrachte seine Juniorenzeit zwischen 1951 und 1954 bei den Edmonton Oil Kings in der Western Canada Junior Hockey League. Anschließend verbrachte er seine erste Profisaison bei den Edmonton Flyers in der Western Hockey League.
Als Norm Ullman zur Saison 1955/56 mit 19 Jahren zu den Red Wings kam, hatte das Team seine besten Tage hinter sich. Er war ein hervorragender offensiver Center, und ab seiner dritten Saison war er fast jedes Jahr mit mindestens 20 Toren erfolgreich. 1968 wechselte er zusammen mit Paul Henderson im Tausch für Frank Mahovlich, Carl Brewer, Pete Stemkowski und Garry Unger nach Toronto und auch dort konnte er überzeugen, aber wie bereits in Detroit war nun in Toronto das Team auf dem absteigenden Ast. So gelang es Ullman nicht den Stanley Cup zu gewinnen. Am Ende seiner Karriere schloss sich der Kreis für Ullman, der als Jugendlicher in der WHL für die Edmonton Flyers spielte. Er wechselte in die World Hockey Association zu den Edmonton Oilers.
1982 wurde er mit der Aufnahme in die Hockey Hall of Fame geehrt.

## Erfolge und Auszeichnungen
| - 1955 Teilnahme am NHL All-Star Game - 1960 Teilnahme am NHL All-Star Game - 1961 Teilnahme am NHL All-Star Game - 1962 Teilnahme am NHL All-Star Game - 1963 Topscorer der Stanley-Cup-Playoffs - 1963 Teilnahme am NHL All-Star Game - 1964 Teilnahme am NHL All-Star Game - 1965 Bester Torschütze der NHL - 1965 NHL First All-Star Team | - 1965 Teilnahme am NHL All-Star Game - 1966 Topscorer der Stanley-Cup-Playoffs - 1967 Teilnahme am NHL All-Star Game - 1967 NHL Second All-Star Team - 1968 Teilnahme am NHL All-Star Game - 1969 Teilnahme am NHL All-Star Game - 1974 Teilnahme am NHL All-Star Game - 1982 Aufnahme in die Hockey Hall of Fame |

## Rekorde
- 5 Sekunden für zwei aufeinanderfolgende Tore in einem Playoff-Spiel (11. April 1965; Red Wings – Blackhawks 4:2)

## Karrierestatistik
(Legende zur Spielerstatistik: Sp oder GP = absolvierte Spiele; T oder G = erzielte Tore; V oder A = erzielte Assists; Pkt oder Pts = erzielte Scorerpunkte; SM oder PIM = erhaltene Strafminuten; +/− = Plus/Minus-Bilanz; PP = erzielte Überzahltore; SH = erzielte Unterzahltore; GW = erzielte Siegtore; 1 Play-downs/Relegation; Kursiv: Statistik nicht vollständig)